# Персонс, Ферн
Ферн Пе́рсонс (англ. Fern Persons; 27 июля 1910, Каламазу, Мичиган — 22 июля 2012, Денвер) — американская актриса кино и телевидения, долгожительница.

## Биография
Ферн Гвендолин Болл (имя актрисы при рождении) родилась 27 июля 1910 года в Чикаго (штат Иллинойс, США). Её отец был малоуспешным бизнесменом. Через несколько лет с семьёй переехала в город Каламазу (штат Мичиган). После окончания школы поступила в Каламазский колледж, который окончила в 1933 году со степенью «бакалавр искусств». После окончила Колледж изящных искусств при университете Карнеги — Меллона (подразделение университета Карнеги — Меллона) со степенью «бакалавр изящных искусств». В обоих колледжах состояла в обществе Phi Beta Kappa.
В 1936 году Персонс с мужем и новорождённой дочерью переехали в Чикаго. Там девушка работала актрисой радио-шоу, изредка появлялась на театральных подмостках, вела местную телепередачу «Кухня и дом».
В 1937 году вступила в профессиональный союз SAG-AFTRA и пробыла его членом 75 лет, до самой своей смерти. С 1962 по 2006 год состояла в совете его чикагского филиала.
С 1976 по 1998 год работала в национальном совете директоров Гильдии киноактёров США. Также занимала высокую должность в Американской федерации артистов телевидения и радио. В 1977—1981 годах была «национальным вице-президентом» Гильдии.
Её деятельность в этих двух организациях, SAG-AFTRA и Гильдии киноактёров, была сосредоточена на улучшении профессиональных возможностей для пожилых актёров.
27 июля 1999 года мэр Чикаго, Ричард Дейли, объявил «днём Ферн Персонс» в честь её 89-го дня рождения.
В 2010 году 100-летняя Персонс переехала из Эванстона (штат Иллинойс), где она к тому времени жила, в Денвер (штат Колорадо) к своей дочери, Нэнси Рокафеллоу, которой в то время самой уже было 74 года. Ферн Персонс скончалась 22 июля 2012 года, не дожив пять дней до своего 102-го дня рождения, в городе Литлтон (агломерация Денвера) во сне от естественных причин.
Личная жизнь
В октябре 1935 года Ферн вышла замуж за однокурсника по имени Макс Персонс, взяла его фамилию. Муж работал продавцом лекарств и биржевым маклером. Брак продолжался 36 лет до самой смерти мужа в ноябре 1971 года. Дочь Нэнси родилась в 1936 году.

## Избранная фильмография
Широкий экран
- 1981 — На правильном пути[англ.] / On the Right Track — продавщица цветов
- 1983 — Класс / Class — ДеБрюль, директриса
- 1983 — Рискованный бизнес / Risky Business — преподавательница лаборатории
- 1984 — Грандвью, США / Grandview, U.S.A. — учительница
- 1986 — Команда из штата Индиана / Hoosiers — Опал Флинер
- 1989 — Поле его мечты / Field of Dreams — мать Энни Кинселлы
- 1992 — Прелюдия к поцелую / Prelude to a Kiss — старушка

Телевидение
- 1957 — Кавалькада Америки[англ.] / Cavalcade of America — миссис Хаббард (в эпизоде Chicago 2-1-2)
- 1984 — Американский театр[англ.] / American Playhouse — тётя Вера (в эпизоде Under the Biltmore Clock)
- 1997, 1999 — Завтра наступит сегодня / Early Edition — разные роли (в 2 эпизодах[англ.])
- 1999 — Скорая помощь / ER — старушка (в эпизоде Power)